# Locris concinna
Locris concinna är en insektsart som beskrevs av William Lucas Distant 1893. Locris concinna ingår i släktet Locris och familjen spottstritar. Inga underarter finns listade i Catalogue of Life.